# Angraecum curvipes
Angraecum curvipes är en orkidéart som beskrevs av Rudolf Schlechter. Angraecum curvipes ingår i släktet Angraecum och familjen orkidéer.
Artens utbredningsområde är Kamerun. Inga underarter finns listade i Catalogue of Life.